# Lydia Lunch
Lydia Anne Koch (Rochester, Nueva York; 2 de junio de 1959), más conocida como Lydia Lunch, es una cantante, actriz, poetisa, fotógrafa, guionista de cine y escritora estadounidense y todo un icono del Spoken Word y del No Wave, que ha estado en la escena musical desde fines de los años 70 hasta el presente.

## Carrera
Ha fundado múltiples bandas, tales como Teenage Jesus and The Jerks, 8 Eyed Spy, Beirut Slump, Harry Crews, The Immaculate Consumptive y su actual grupo, Big Sexy Noise. Ha colaborado con varios artistas, como James Chance y Pat Place (The Contortions), Nick Cave y Rowland S. Howard (The Birthday Party), J. G. Thirlwell (Clint Ruin, Foetus, Frank Want), Kim Gordon y Thurston Moore (Sonic Youth), Lucy Hamilton (Mars), Michael Gira (Swans), Marc Almond (Soft Cell), Sort Sol, Die Haut, No Trend, The Anubian Lights, Glyn Styler y Omar Rodríguez-López (The Mars Volta), por nombrar solo algunos. 
Lydia Lunch fundó Teenage Jesus & The Jerks en 1976 cuando recién tenía 16 años, junto al saxofonista James Chance, quien al poco tiempo dejó el proyecto para dar vida a The Contortions.
Teenage Jesus fue una de las bandas fundamentales dentro de la No Wave. Destacaron rápidamente por sus guitarras desenfrenadas, su sonido disparatado y los particulares gritos de Lydia Lunch. Grabaron unos cuantos EPs y cuatro temas para No New York, el recopilatorio con el que Brian Eno retrataría el movimiento No Wave.
Lydia Lunch siempre estuvo a la cabeza del movimiento llamado No Wave con su banda Teenage Jesus and The Jerks, que en el fondo era un desprecio por todas aquellas bandas punk de los años 70 que al pasar a los años 80 se hicieron New Wave, aunque este movimiento muere casi en el instante en que Teenage Jesus se deshace.
Lunch tiene un estilo musical muy variado con muchas influencias del jazz, pasando por el post-punk, el noise, cabaret, algo de soul e incluso electrónica.

## Discografía

### Álbumes de estudio
- No New York, Teenage Jesus & the Jerks (compilación Antillas 1978)
- Babydoll b/w Freud In Flop, Teenage Jesus & the Jerks (7" / Lust/Unlust, 1979)
- Try Me b/w Staircase, Beirut Slump (7" / Lust/Unlust, 1979a
- Orphans b/w Less of Me, Teenage Jesus & the Jerks (7" / Migraine, 1979)
- Pink, Teenage Jesus & the Jerks (12" / Lust/Unlust, 1979)
- Pre-Teenage Jesus, Teenage Jesus & the Jerks (12" / ZE, 1979)
- Off White, James White and the Blacks (LP / ZE, 1979; also credited as Stella Rico)
- Queen of Siam, solo (LP / ZE, 1979)
- Diddy Wah Diddy b/w Dead Me You B-Side, 8-Eyed Spy (7" / Fetish, 1980)
- 8-Eyed Spy, 8-Eyed Spy (LP / Fetish, 1981)
- Live, 8-Eyed Spy (casete / ROIR, 1981)
- Devil Dogs (live in Italy / unreleased, 1981)
- 13.13, solo (LP / Ruby Records, 1981)
- The Agony is the Ectasy, solo (split 12" EP w. The Birthday Party / 4AD, 1982)
- Some Velvet Morning, w. Rowland S. Howard (12" EP / 4AD, 1982)
- Der Karibische Western, Die Haut (12" EP, 1982)
- Thirsty Animal, Einstürzende Neubauten (12" EP, 1982)
- Boy-Girl, Sort Sol (7", 1983)
- Dagger & Guitar, Sort Sol (LP, 1983)
- In Limbo, w. Thurston Moore (12" EP / Widowspeak, 1984)
- Death Valley '69, w. Sonic Youth (7", 1984)
- The Drowning of Lucy Hamilton, w. Lucy Hamilton aka China Berg of MARS (12" EP / Widowspeak, 1985)
- A Dozen Dead Roses, No Trend (LP, 1985)
- Heart of Darkness, w. No Trend (10" EP / Widowspeak, 1985)
- Death Valley '69, w. Sonic Youth (12", 1986)
- Hysterie, compilation of recordings 1976-1986 (LP, 1986 / Widowspeak Records)
- The Crumb, w. Thurston Moore (12" EP / Widowspeak, 1987)
- Honeymoon In Red, w. members of The Birthday Party (LP, 1987)
- Stinkfist, w. Clint Ruin (12" EP, 1987)
- Naked In Garden Hills, Harry Crews (1987)
- Don't Fear the Reaper, w. Clint Ruin (12" EP, 1991)
- Shotgun Wedding, w. Rowland S. Howard (CD, 1991)
- A Girl Doesn't Get Killed by a Make Believe Lover...'cuz its Hot!, w. My Life With the Thrill Kill Kult (CDS, 1991)
- Head On, Die Haut (CD / Triple X, 1992)
- Sweat, Die Haut (CD / Triple X, 1992)
- Twisted, solo (7", 1992)
- Unearthly Delights, solo (7", 1992)
- Transmutation + Shotgun Wedding Live in Siberia, w. Rowland S. Howard (CD, 1994)
- Everything, Teenage Jesus & the Jerks (CD re-issue/ Atavistic, 1995)
- Luncheone, 8-Eyed Spy (CD re-issue/ Atavistic, 1995)
- No Excuse b/w A Short History of Decay, w. Lee Ranaldo) (7" / Figurehead, 1997)
- The Desperate Ones, w. Glyn Styler) (CD EP / Atavistic, 1997)
- York (First Exit To Brooklyn), w. The Foetus Symphony Orchestra (CD, 1997)
- Matrikamantra, solo (CD, 1997)
- Widowspeak: The Original Soundtrack, solo best-of compilation (2CD / NMC, 1998)
- Smoke In The Shadows, solo (CD / Atavistic, 2004)
- Omar Rodríguez-López & Lydia Lunch, w. Omar Rodríguez-López (EP / Willie Anderson Recordings 2007)
- Lydia Lunch & Philippe Petit – In Comfort, 2011, Vinyl, 12", Picture Disc, cz007 Comfortzone

## Apariciones como actriz

### Cine
- Punking Out, Ric Shore, Maggi Carson y Juliusz Kossakowski (1978)
- Rome '78, James Nares (1978)
- She Had Her Gun All Ready, Vivienne Dick (1978)
- Black Box, Scott B. y Beth B. (1978)
- Alien Portrait, Michael McClard (1979)
- Beauty Becomes The Beast, Vivienne Dick (1979)
- The Offenders, Scott B. y Beth B. (1980)
- Lydia Lunch & Harbinger, John Porter (1980)
- Liberty's Booty, Vivienne Dick (1980)
- Vortex, Scott B. y Beth B. (1982)
- The Wild World of Lydia Lunch, Nick Zedd (1983)
- Like Dawn to Dusk, Vivienne Dick (1983)
- Where Are You Going?, Lydia Lunch y Henry Rollins (1983)
- School of Shame, Nick Zedd (1984)
- The Right Side of My Brain, Richard Kern (1984)
- Submit To Me, Richard Kern (1985)
- Fingered, Richard Kern (1986)
- Submit To Me Now, Richard Kern (1987)
- Mondo New York, Harvey Keith (1987)
- Put Blood in The Music, Charles Atlas y David Donohue (1989)
- Gang of Souls, Maria Beatty (1989)
- Kiss Napoleon Goodbye, Babeth Van Loo (1990)
- Thanatopsis, Beth B. (1991)
- The Thunder, The Perfect Mind, Tom Richards Murphy y Marta Ze (1992)
- No Age, New York, Nick Abrahams y Ana Cory-Right (1993)
- Power of The Word, Jeanne Harco (1995)
- Visiting Desire, Beth B. (1996)
- Daughter of Darkness, Babeth Van Loo (1998)
- Shadow Hours, Isaac H. Eaton (2000)
- Synesthesia: Lydia Lunch, Tony Oursler (2001)
- D.I.Y. Or Die, Michael W. Dean (2002)
- The Heart Is Deceitful Above All Things, Asia Argento (2004)
- American Fame Part 1: The Drowning of River Phoenix, Cam Archer (2004)
- American Fame Part 2: Forgettin Jonathan Brandis, Cam Archer (2005)
- NYC Foetus, Clément Tuffreau (2005)
- Death of the Reel, Benjamin Meade (2008)
- For The End of Time, Ema Kugler (2009)
- Godkiller: Walk Among Us, Matt Pizzolo (2010)
- Flood Stains, Juan Azulay (2010)
- Bye Bye Blondie, Virginie Despentes (2012)
- Kill Us All, César Padilla (2014)
- The Circular Ruins, Juan Azulay (2014)